# Тунан, Антуан де
Орели́-Антуа́н де Туна́н (фр. Orélie Antoine de Tounens; 12 мая 1825 — 17 сентября 1878) — французский адвокат и авантюрист, который в 1860 году принял титул короля Араукании и Патагонии. До сих пор является предметом споров, был ли он самопровозглашённым монархом или же был избран вождями племён индейцев-мапуче — лонко.

## Ранняя жизнь
Сын богатого, но затем разорившегося мясника из Дордони. Носил имя «Орели-Антуан Тунен» (Tounein) до 1857 года, когда суд, рассмотрев документы о том, что его предки в конце XVII и первой половине XVIII века писали свою фамилию «де Тунан» (de Tounens), разрешил ему добавить к фамилии дворянскую частицу «де». Однако признания дворянства было недостаточно для удовлетворения амбиций Тунана.
После знакомства со старинной поэмой «Араукана» Тунан прибыл в 1858 году в чилийский город Кокимбо. Следующие два года провёл в Сантьяго и Вальпараисо, изучая испанский язык и завязывая полезные знакомства. Позже он переехал в Вальдивию, где встретился с двумя французскими купцами, Лашезом и Дефонтеном. Он поделился с ними своими планами по созданию французской колонии в Араукании — территории, которая на тот момент не входила в состав чилийского государства. В 1860 году он отправился в Арауканию, населённую индейцами-мапуче, бывшими в то время де-факто независимыми.

## Создание нового государства
Основываясь на своём опыте адвоката, де Тунан утверждал, что область Араукания не относится к недавно получившим независимость Чили или Аргентине; таким образом он хотел создать независимое государство к югу от реки Био-Био. 17 ноября 1860 года он подписал декларацию независимости Араукании на ферме упомянутого француза Дефонтена, который стал министром иностранных дел в его правительстве. На собрании вождей различных племён Араукании он якобы был признан ими конституционным монархом (однако реальность этого факта многими историками оспаривается). Он создал национальные флаг, герб и гимн страны, написал конституцию, назначил, в числе прочих, министров обороны, сельского хозяйства и образования и даже чеканил собственную монету. Позже к нему будто бы обратились вожди племён мапуче из Патагонии с просьбой принять её в состав новой страны. Таким образом, Патагония тоже стала частью королевства. Де Тунан послал копии написанной им конституции королевства в чилийские газеты, и газета «Эль-Меркурио» опубликовала часть её 29 декабря 1860 года. Де Тунан вернулся в Вальпараисо, чтобы ожидать встречи с представителями чилийского государства. Однако они по большей части просто проигнорировали его послание. Он также пытался привлечь французское правительство к своей идее, но французский консул, наведя кое-какие справки, счёл де Тунана безумцем.
Де Тунан вернулся в Арауканию, где племена мапуче вновь готовились к войне с чилийской армией в связи с начинавшимся завоеванием Араукании. В 1862 году он посетил также племена других индейских народов региона. Тем не менее, его слуга, Хуан Батиста Росалес, связался с чилийскими властями, которые нашли и арестовали де Тунана. Они отдали его под суд и собирались отправить в сумасшедший дом, однако вмешалось французское правительство, после чего де Тунан был депортирован во Францию.

## Поздняя жизнь
Де Тунан и на родине продолжал вести себя эксцентрично и опубликовал в 1863 году свои мемуары. В 1869 году он отправился обратно в Арауканию через Буэнос-Айрес. Мапуче были удивлены, увидев его, поскольку чилийцы говорили им, что его казнили. Де Тунан приступил к реорганизации своих «владений» и вновь привлёк к себе внимание чилийских властей. Полковник Корнелио Сааведра Родригес, главнокомандующий чилийской армией в Арауканской кампании, обещал награду за его голову, однако мапуче решили защищать своего необычного союзника.

В 1871 году у де Тунана закончились деньги, и он был вынужден вернуться во Францию, где вскоре опубликовал второй том своих мемуаров. Он также основал газету под названием «Железная корона». В 1872 году он публично заявил, что ищет невесту, которая родила бы ему наследника. В 1873 году он писал своему брату, что намерен жениться на мадемуазель де Перси, но никаких доказательств этому не было. 

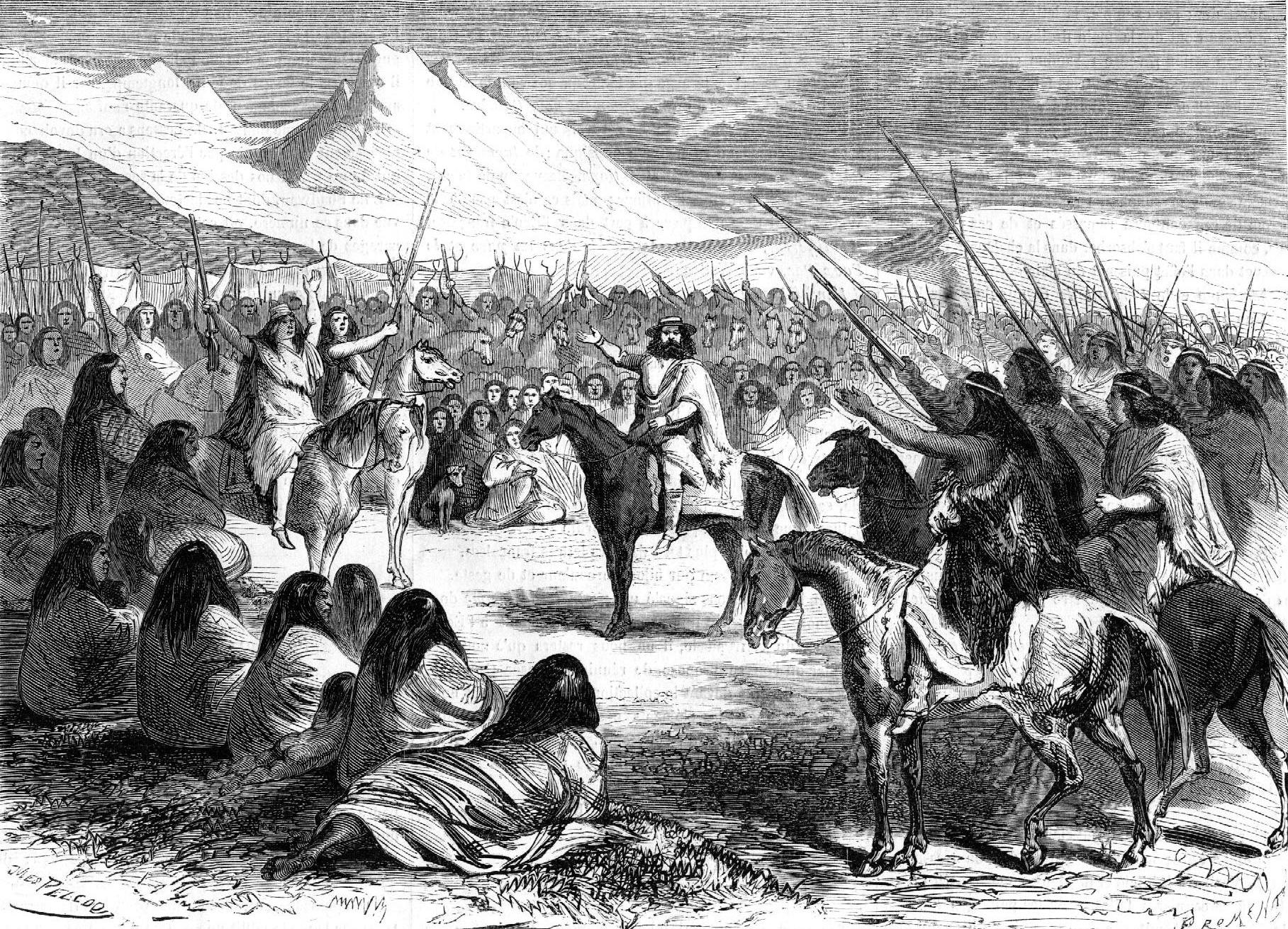
Арауканы встречают своего нового короля. Гравюра XIX века.

В 1874 году де Тунан ещё раз попробовал вернуться в своё «королевство», на этот раз с небольшим количеством оружия и боеприпасов, которые он смог купить благодаря незначительной поддержке нескольких европейских предпринимателей. Так как он был объявлен персоной нон грата в Чили, ему пришлось путешествовать с поддельным паспортом. Тем не менее, он был сразу опознан, как только сошёл с корабля в городе Баия-Бланка (в Аргентине), после чего его немедленно депортировали обратно во Францию.
Орели-Антуан де Тунан умер в Туртуараке 17 сентября 1878 года.

## Наследие
Хотя у де Тунана не было детей, некоторые из его родственников приняли его титул как наследники арауканского престола. Гюстав Ашиль Лавьярд (под именем Ахилла I) пытался убедить президента США Гровера Кливленда признать независимость Араукании. После смерти Лаварда в 1902 году Антуан Ипполит Кро унаследовал титул под именем Антуана II. Позже титул перешёл к Антуану III, а от него — к его текущему владельцу, принцу Филиппу, в 1950 году.
Текущий наследник престола, Филипп, живущий во Франции, от случая к случаю выступает от имени арауканского народа. Существует также североамериканское арауканское роялистское общество, созданное в 1995 году. Впрочем, ни одно суверенное государство никогда не признавало королевства Араукания и Патагония.
В 1972 году Элой Мартинес взял интервью у «наследника» арауканского престола, которое должно было войти в фильм Хуана Фресана о Тунане, однако проект под рабочим названием «Новая Франция» остался невоплощённым. Сохранившиеся фрагменты плёнки вошли в документальную ленту 2011 года «Короля для Патагонии!». Карлос Сорин, участвовавший в проекте Фресана в качестве оператора, снял в 1986 году кинофильм «Король и его кино», посвящённый съёмкам кино об арауканской авантюре Тунана. Эта лента часто включается в списки лучших аргентинских фильмов.
В 1981 году большой премии Французской академии был удостоен роман Жана Распая «Я, король Патагонии», по которому в 1990 году был снят одноимённый фильм с Омаром Шарифом.